# 化粧水
化粧水（けしょうすい）とは、皮膚を保湿し、整え、滑らかにする機能を持つ、透明液状を呈した化粧品である。水分や保湿成分を補給する。洗顔料の後に使用し、美容液の前に使用する。ローション、トナー、トニック等と呼ばれることもある。
元来は化粧に使う水のことを指し、日本で化粧水が浸透し始めた江戸時代には、基礎化粧品としてではなく、メイクアップ化粧品の1つである化粧下地、白粉の溶き水として使われた。
日本国内では、化粧水と乳液を同時に使用することが一般的であるが、欧米では日本の化粧水に当たる物を使用しないことが多く、日本以外の化粧品メーカーの中には、化粧水を主に日本向けとしてラインアップしているメーカーもある。例外的な使用法として、粘度の調整や使用し易さを向上させる目的で、ファンデーションや白粉に化粧水を加えることもある。
日本では医薬品、医療機器等の品質、有効性及び安全性の確保等に関する法律（薬機法）で決められた有効成分を含有していれば、また「治す」といった同法の違反に当たる表現を使用しなければ、同法が許す表現の制限範囲の中で効能を表示することができる。

## 化粧水の種類
化粧水は一般的には角質層に対する十分な水分補給と保湿を目的とする柔軟化粧水と収れん（肌の引き締め）やメイクアップ前の化粧崩れの抑制を目的とする収れん（収斂）化粧水に大別される。

### 柔軟化粧水
柔軟化粧水
保湿成分として、アミノ酸、ヒアルロン酸、コラーゲン、多価アルコール、乳酸、カルボン酸などが使われている。粘性を高めた増粘型柔軟化粧水もある。

### 収れん化粧水
収れん（収斂）化粧水
アストリンゼンとも言う。保湿剤は上記より少なく、収斂剤の作用により皮膚を引き締め、アルコール類も多めに配合されている。脂性の皮膚への使用に適する。配合される収斂剤としては、クエン酸、酸化亜鉛、乳酸などが挙げられる。ただし、強い酸性の化粧水の多用は、小皺を作ることがあるので注意が必要である。

### 洗浄化粧水
柔軟化粧水や収れん化粧水とは別に洗浄化粧水を別のグループで分類することもある。
拭き取り化粧水
フレッシュナー、除去化粧水とも呼ぶ。クレンジングクリームなどの使用後に、肌を清浄にする目的で、コットンなどに含ませ、それで皮膚を拭き取るように使う。

## 性状と機能
公正競争規約により種類については「化粧水」と表示されており、スキンローション、柔軟化粧水、収れん化粧水とは表示されない。
美白化粧水
一般的な化粧水が持つ肌に水分を与える効果の他に、しみ、そばかす、あるいは日焼けを防ぐ作用を持たせた製品である。多くは医薬部外品に分類される。
アルブチン、ビタミンC等を美白成分として配合する製品には、漂白作用はなく、紫外線によるしみ、そばかす、日焼けを防ぐ作用があり、日々使用することで一定期間経てば美白化粧水を使っていない場合と比べて、日焼けを防げる分だけ肌の色が明るく見えるようにすることを目的とする製品である。
また、ハイドロキノンなど、漂白作用により直接的にしみ、そばかすを薄くする製品もある。
植物性化粧水
狭義では「へちま水」など植物から採取され、化粧水として使用できる液体を指す。広義では植物成分により肌に潤いを与える効果を謳う製品を言う。アロエ、クインシード、きゅうり、ヘチマ、レモン、米ぬかなどから採取された成分やエキスを配合する。
にきび用化粧水
にきび、吹き出物を防ぐ作用を持たせた化粧水。殺菌作用、角質の溶解作用、ピーリング作用を持つ成分、例えば、硫黄、サリチル酸などを配合する。
アルカリ性化粧水
多くの化粧水が弱酸性もしくは中性を呈する中で、少数派とも言える化粧水。ベルツ水（グリセリンカリ液）がその代表で、グリセリン、アルコール類、水酸化カリウムなどが配合された製品。ひび、あかぎれなどに適するが、長期間に亘る使用は、アルカリの作用により皮膚を薄くする危険性がある。
プレ化粧水
他の化粧水を使用する前に使う化粧水。洗顔後の肌に残留した石鹸成分や、水道水の塩素などを減らし、後に使う化粧水の、肌への馴染みを高める目的で使用する。

## 各種のローション
ローションは化粧水の英語訳にあたる。ただし、乳液など化粧水に区分しない物も指すことがある。また広義では、オーデコロン（パフュームローション）、ヘアトニックなどのアルコール性の液状化粧品全般を指す。中にはアルコール類を含まなくても「ローション」と証する製品もある。
アフターシェーブローション
アフターシェービングローションとも呼ぶ。肌荒れ、かみそり負け、ひりつきなどを防ぐために、髭剃り後に使用する化粧水。メンソールを配合して、使用時に清涼感が出るようにした製品が多い。
カーマインローション
カラミン、カーミングローションとも呼ぶ。収斂化粧水の1種。カオリン、酸化亜鉛を配合した化粧水。保管時には、容器の底に薄紅色や白色の粉末が沈殿しており、よく振ってから使用する。炎症を抑える作用、肌を保護する作用があり、日焼け後のための化粧水として使用される場合もある。
ボディーローション
顔以外の身体に使う化粧水。水分を与える他、香りを楽しむ、汗臭を防ぐなどの効果を持たせた製品もある。